# Limnonectes macrognathus
Limnonectes macrognathus es una especie de anfibio anuro del género Limnonectes de la familia Dicroglossidae.

## Distribución geográfica
Es originaria de Malasia, Birmania y Tailandia.